# Франческо Шупфер
Франческо Шупфер — італійський історик права, правознавець-романіст, академік та сенатор/політик.

## Життєпис
Народився у сім'ї чиновника Франческо Шупфера та його дружини Анни.
Навчався в університетах Відня, Гейдельберга, Геттінгена та Інсбрука.  У Гейдельберзі одним з його наставників був відомий пандектист Карл Адольф Вангеров.
1858 року закінчив юридичний факультет Віденського університету. Шупфер швидко досяг значних успіхів у вивченні історії римського права.
У 1860 - 1864 роках викладав історію права в Падуанському університеті. Впродовж 1864 - 1866 років викладав римське право в Університеті Інсбрука. Після початку у 1866 році австрійсько-італійської війни повернувся до Падуанського університету для викладання римського права.
Від 1878 призначений на професором на кафедру історії права у Римському університеті замість покійного професора Гвідо Паделлетті. У Римському університеті працював 42 роки аж до своєї відставки 1920 (у віці 87 років).
Був дійсним членом (академіком) Академії Лінчеї (від 1883 року) та низки інших італійських і зарубіжних академій. Сенатор від 17 листопада 1898 р..
Помер у Римі.

### Праці
- F. Schupfer, Manuale di storia del diritto italiano I: Le fonti. — Milano 1892 (1904) (+ Schupfer Francesco. Manuale di Storia del Diritto Italiano. Le Fonti. Leggi e Scienza. 4a ed. riveduta e riordinata. Città di Castello, 1908, Lapi, in 8° mz-tela, pp. VIII-783.).
- Франческо Шупфер. Университеты и право // в кн.:  Зарницы. Сборник / пер. с итал. И. А. Маевского. — Москва : Изд. И. А. Маевского, 1914 (Тип. "Моск. печатное производство" В. Венгерова). - 303, [1] с.: ил. ; 27 см. - (Флорентийские чтения: итальянская жизнь и культура; т. 1, link).

### Додаткові посилання
- Laura Moscati. Francesco Schupfer e la prima cattedra di Storia del diritto italiano // Rivista italiana per le scienze giuridiche. Nuova serie. — 3. — 2012. — P. 163 — 178. (Laura Moscati. Francesco Schupfer e la prima cattedra di Storia del diritto italiano // Rivista italiana per le scienze giuridiche. Nuova serie. — 3. — 2012. brossura completa)
- Detlef Liebs. Roman Vulgar Law in Late Antiquity - Albert-Ludwigs-Universität